# Jens Petersen (storico)
Jens Petersen, o anche Jean, (Rendsburg, 13 agosto 1934) è uno storico tedesco.
Esperto di storia contemporanea italiana, è stato per molti anni ricercatore e vicedirettore presso l'Istituto Storico Germanico di Roma (Deutsches Historisches Institut in Rom). L'analisi di Petersen sull'origine dell'"asse Berlino-Roma", pubblicata nel 1973, è ancora considerata fondamentale. Inoltre ha pubblicato numerosi articoli, in particolare sul fascismo italiano e sulla percezione tedesca dell'Italia durante il XIX e XX secolo.

## Opere
- Hitler e Mussolini, la difficile alleanza [= Storia e società]. Laterza, Roma-Bari 1975.
- Quo vadis Italia? Traduzione di Gerhard Kuck. Laterza, Roma e.a. 1996, ISBN 88-420-4875-5.

| Controllo di autorità | VIAF (EN) 51732013 · ISNI (EN) 0000 0000 9561 4435 · BAV 495/292894 · LCCN (EN) nr89017141 · GND (DE) 12148601X · J9U (EN, HE) 987007291810205171 |